# Isteni irgalmasság

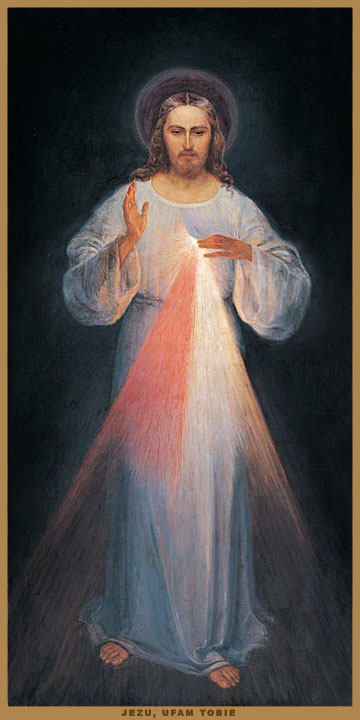
Szent Fausztina látomásai után készült kép az irgalmas Jézus Krisztusról, 1934

Szent Fausztina magánkinyilatkoztatásaiban, látomásaiban párbeszédet folytatott Jézussal, melyben – a nővér naplója alapján – Jézus kérte, hogy húsvét utáni első vasárnapja legyen az isteni irgalmasság napja. II. János Pál pápa 2000. április 30-án kihirdette az isteni irgalmasság ünnepét az egész világra. Ugyanezen a napon szentté avatták a nővért.

## A kinyilatkoztatás
A lengyel Helena Kowalska látomásában találkozott a szenvedő Krisztussal, aminek hatására 1925. augusztus 1-jén belépett a varsói Zytnia utcai az irgalmasság anyjáról nevezett rendbe. Ott a Faustyna Maria nevet kapta. A rendben kifogástalan, derűs életet élt. Imádságaiban következetesen együttműködött Jézussal, a lelkek megmentésének ügyében. Jézussal való beszédeit naplóban rögzítette.

## Jézus ígérete
Részlet a naplóból, Jézus kéri Fausztinát: "Azt kívánom, hogy a képet (...) húsvét után az első vasárnap ünnepélyesen áldják meg. Ez a vasárnap legyen az Irgalmasság ünnepe. (..) Kívánom, hogy az Irgalmasság ünnepe menedék és menekvés legyen minden lélek, főleg a szegény bűnösök részére. Ezen a napon megnyílik irgalmam mélysége, (...) Az a lélek aki gyónáshoz és szentáldozáshoz járul teljes bűnbocsánatot nyer, és mentesül a büntetés alól." Az isteni irgalom elnyerésének vannak további feltételei.
1. Teljes bizalom Isten jóságában
2. Gyakorló felebaráti szeretet
3. A szentgyónás utáni megszentelő kegyelem állapota, Szentáldozás.

Ezek a feltételek azt tükrözik, hogy egyetlen lélek sem nyerhet megigazulást, amíg nem fordul Jézushoz bizalommal. (Mondta Jézus Fausztinának).

## A kilenced
A pápa által kihirdetett ünnep "húsvét után az első vasárnap", azaz húsvét második vasárnapjára esik. Az ünnepet kilenced előzi meg, melynek során nagypéntektől kezdve kilenc napon keresztül imádkozzák az Isteni irgalmasság rózsafüzérét. A kilenced imáiban a hívők irgalmat kérnek maguknak és az egész világnak. Leginkább a megtérés kegyelmét és békés halált. Az imával az irgalmasság cselekedetét gyakorolják a hívők. Fausztina naplójában ez áll: "Azt kívánom, hogy e kilenc napon keresztül vezesd irgalmam forrásához a lelkeket, hogy erőt, enyhülést és mindenféle kegyelmet merítsenek belőle, amire szükségük van az élet küzdelmeihez, főleg a halál óráján."  Tovább a naplóban: "Jézus azt kívánja tőlem, hogy az Irgalmasság ünnepe előtt mondjak el egy kilencedet, melyet ma kell elkezdenem az egész világ megtéréséért és Isten irgalmának felismeréséért."

## Az irgalmasság órája
Jézus megkérte Fausztinát, hogy amikor délután hármat üt az óra, bárhol is van, merüljön el az imában és igyekezzen elvégezni a keresztutat.
Azért mert „az irgalom ebben az órában nyílt meg teljesen a lelkek számára”. Az imát az egész világnak, de főleg a szegény bűnösökért kérte Jézus.